# مصرف بی‌رویه

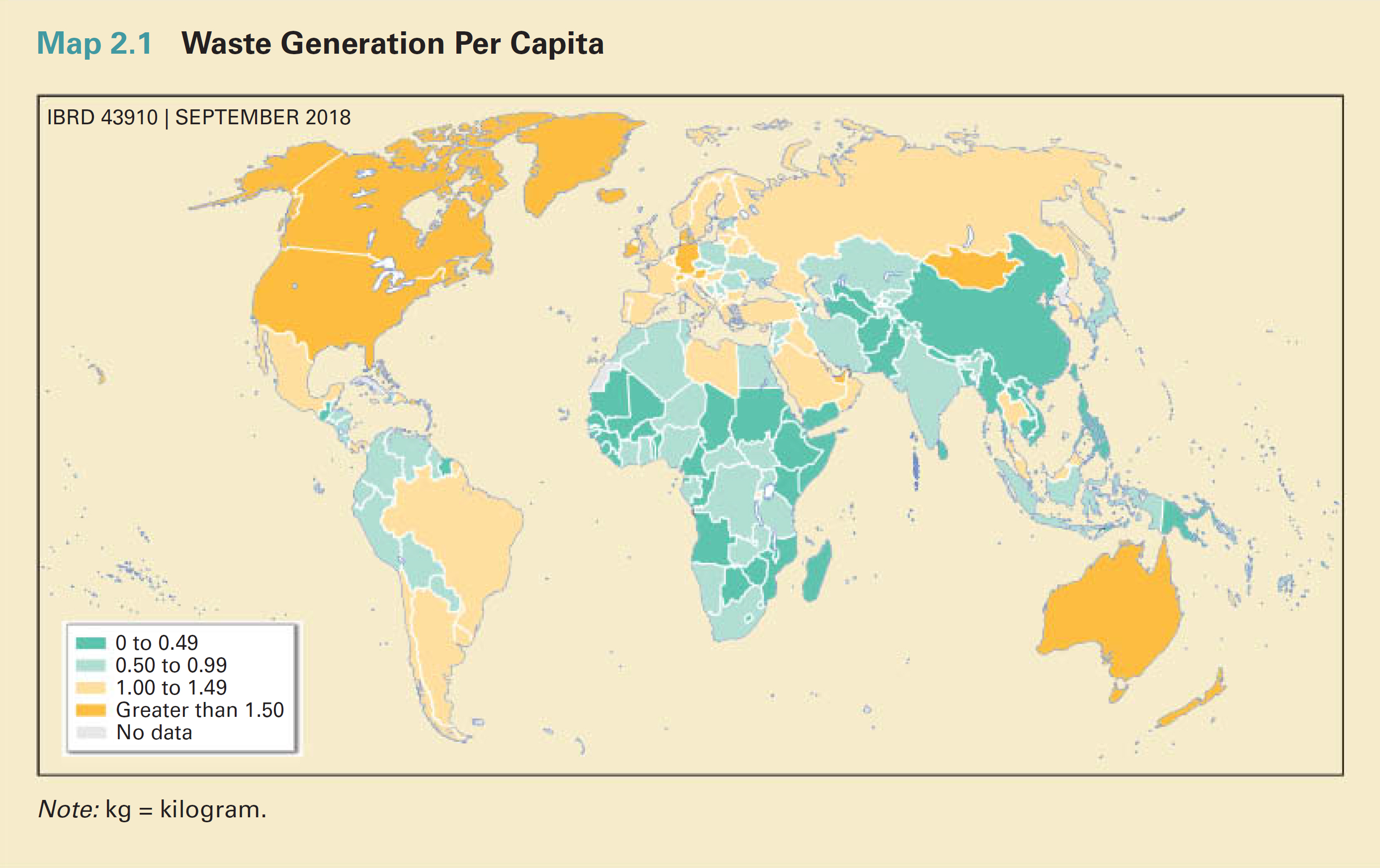
تولید زباله، بر حسب کیلوگرم به ازای هر نفر در روز اندازه‌گیری می‌شود

مصرف بی‌رویه (به انگلیسی: Overconsumption) وضعیتی را توصیف می‌کند که در آن استفاده از یک منبع طبیعی تجدیدپذیر از ظرفیت آن برای بازسازی فراتر می‌رود. الگوی طولانی مصرف بیش از حد منجر به از دست دادن نهایی منابع می‌شود. کاربرد اصطلاح مصرف بی‌رویه کاملاً بحث‌برانگیز است و لزوماً یک تعریف یکسانی ندارد.
مصرف بیش از حد وضعیتی را توصیف می‌کند که در آن مصرف‌کنندگان بیش از حد از کالاها و خدمات موجود خود استفاده می‌کنند، به طوری که دیگر نمی‌توانند یا نمی‌خواهند آنها را دوباره استفاده کنند. در اقتصاد خرد، این نقطه شرایطی است که در آن هزینه نهایی یک مصرف‌کننده بیشتر از درخواست نهایی او می‌شود. وقتی هم که برای اشاره به منابع طبیعی استفاده می‌شود، مترادف با اصطلاح بهره‌برداری بیش از حد است. با این حال، وقتی در معنای اقتصادی وسیع‌تر استفاده می‌شود، مصرف بیش از حد می‌تواند به انواع کالاها و خدمات، از جمله کالاهای مصنوعی، اشاره داشته باشد، به عنوان مثال، "مصرف بیش از حد الکل می‌تواند منجر به مسمومیت گردد.
مصرف بی‌رویه چندین عامل از اقتصاد جهانی کنونی را هدایت می‌کند، از جمله نیروهایی مانند مصرف‌گرایی، کهنگی برنامه‌ریزی‌شده، و دیگر مدل‌های تجاری ناپایدار و می‌تواند در مقابل مصرف پایدار قرار گیرد.

## پیوندن به بیرون
- Optimum Population Trust